# Citadel Hill (Fort George)

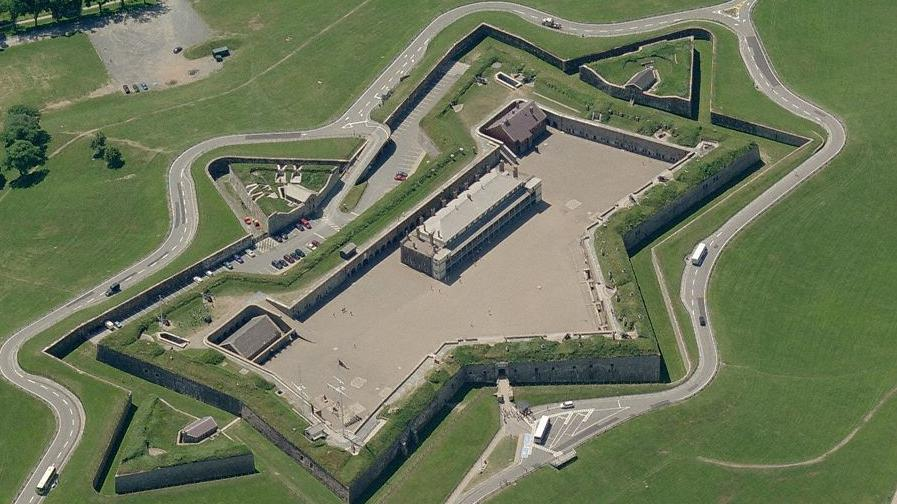
Vista aérea da Citadel Hill.

Citadel Hill ("Colina Cidadela") é uma colina que é um sítio histórico nacional em Halifax, Nova Escócia, Canadá.
Quatro fortificações foram construídas em Citadel Hill desde que a cidade foi fundada pelos ingleses em 1749, e eram conhecidas como Fort George - mas apenas o terceiro forte (construído entre 1794 e 1800) foi oficialmente denominado Fort George.
De acordo com as Ordens Gerais de 20 de outubro de 1798, recebeu o nome do Rei George III. Os dois primeiros e o quarto e atual forte foram oficialmente chamados de Halifax Citadel ("Cidadela de Halifax"). O último é uma fortificação em estrela de pedras.